# 岐阳郑氏宗祠
岐阳郑氏宗祠，是位于中国福建省福州市罗源县凤山镇岐阳村的清代古建筑，2013年1月28日入选第八批福建省文物保护单位。
岐阳郑氏宗祠是一座明朝万历年间建造的宗祠建筑，现存建筑为清朝重修，坐北朝南，土木结构，由门楼、祖殿和大堂构成，占地705平方米，总体保存完好。